# أموال الغد
أموال الغد هي مجلة اقتصادية مصرية تصدر شهرياً عن مؤسسة نايل للصحافة والنشر. أنشئت عام 2009. رئيس مجلس إدارتها والمدير العام م. نيرمين عبد الفتاح، وأول رئيس تحرير لها هي أ. دينا عبد الفتاح وهي أحد أهم صحفيي الاقتصاد في مصر والتي تعد المؤسسة الحقيقية للمجلة. ومن الجدير بالذكر أن أموال الغد هي مجلة مستقلة تماماً مولت كلياً بالجهود الذاتية. أن ترخيص المجلة مملوك لصحفيين مستقلين والتمويل بالكامل عن طريق الرعاة والإعلانات والاشتراكات والتوزيع. تصدر المجلة بشكل شهري بإجمالي عدد نسخ من 10000 إلى 15000 نسخة في 96 صفحة. كما يتولى توزيع المجلة مؤسسة الأهرام لضمان الانتشار المناسب في السوق ويتولى توزيع الاشتراكات شركة أرامكس والتي تضمن أن تصل المجلة للمشتركين يدا بيد في غضون 48 ساعة.

## التحول التكنولوجي
همت مجلة أموال الغد في عام 2010 بإنشاء بوابة إخبارية إلكترونية تعني بأخبار الاقتصاد بمختلف نواحيه سواء داخلياً أو خارجياُ كما تهتم بمتابعة جميع النواحي السياسية والاجتماعية التي تمس الاقتصاد الداخلي لمصر، والعالم العربي كما قامت بإنشاء أول مجلة إلكترونية أسبوعية اقتصادية مجانية.

## وصلات خارجية
الموقع الرسمي لأموال الغد باللغة العربية
الموقع الرسمي لأموال الغد باللغة الإنجليزية
عنوان مقر أموال الغد